# Глідск'яльв
Глідск'яльв (давньосканд. Hliðskjálf) — в скандинавській міфології трон бога Одіна.

## Глідск'яльв уМолодшій Едді
У «Видінні Ґюльві» Сноррі Стурлусон говорить, що Глідск'яльв знаходиться в світлиці Валаск'яльв, й коли Одін сидить на Глідск'яльві, йому видно усі світи та всі людські справи. Одного разу на Глідск'яльві сидів Фрейр.

## Глідск'яльв уСтаршій Едді
Глідск'яльв згадується в «Мові Ґрімніра» (на троні одночасно сидять Одін та Фріґґ), а також в «Мові Скірніра».

## Глідск'яльв у культурі
Альбом норвезького гурту Burzum, який вийшов 1999 року, називається Hliðskjálf.